# حيوان شين

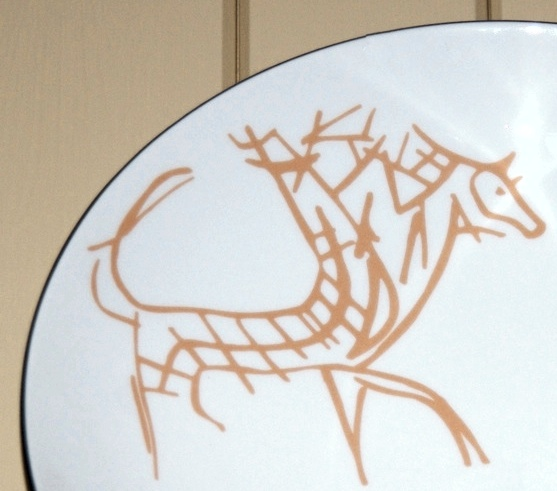
حيوان شين، إعادة رسم على لوح من الخزف الصيني «البورسلين». صورة: رون ماثيسين

تم العثور على حيوان شين أثناء عمليات الحفر في شين في النرويج في عام 1979. الصورة منحوتة على لوح خشبي، وتعود إلى القرن التاسع. وتُظهِر تلك الصورة - مع غيرها من الأشياء التي تم اكتشافها - أن شين كانت مركزًا تجاريًا قبل العام 1000، وبالتالي فقد احتفلت شين بيوبيل 1000 سنة لها في عام 2000.
وحيوان شين له ثلاثة رؤوس، الأولى تنظر للخلف، والثانية تنظر إلى الجانب، والثالثة تنظر إلى الأمام. ومن بين التفسيرات المحتملة لهذا الرمز أنه يجب علينا أن نركّز في نفس الوقت على تاريخنا (للخلف) وحاضرنا (الجانب) ومستقبلنا (للأمام).